# یخ سبز
یخ سبز (به انگلیسی: Green Ice) فیلمی محصول سال ۱۹۸۱ و به کارگردانی ارنست دی است. در این فیلم بازیگرانی همچون رایان اونیل، عمر شریف، آن آرچر، جان لاروکات، مایکل شرد و فیلیپ استون ایفای نقش کرده‌اند.